# Гаврилова Рассоха
Гаврилова Рассоха — река в России, протекает в Чердынском районе Пермского края. Устье реки находится в 34 км по правому берегу реки Вижай. Длина реки составляет 14 км.
Исток реки в предгорьях Северного Урала в 27 км к су от посёлка Вижай. Река течёт на юго-восток по ненаселённой, всхолмлённой местности.

## Данные водного реестра
По данным государственного водного реестра России относится к Камскому бассейновому округу, водохозяйственный участок реки — Кама от водомерного поста у села Бондюг до города Березники, речной подбассейн реки — бассейны притоков Камы до впадения Белой. Речной бассейн реки — Кама.
Код объекта в государственном водном реестре — 10010100212111100006024.